# Vladímir Istomin
Vladímir Ivànovitx Istomin (rus: Владимир Иванович Истомин 1809,  Lomovka, gubèrnia de Penza - 7 de març (19) de 1855) fou un contraalmirall rus (1853) i heroi del Setge de Sebastòpol. Era fill d'un secretari del Ministeri de Justícia i germà dels també almiralls Pàvel Ivànovitx Istomin i Konstantín Ivànovitx Istomin.
En 1827, Vladímir Istomin es va graduar a l'Escola Naval. Aquest mateix any, després va participar en la batalla de Navarino i més tard en el bloqueig dels Dardanels (1828-1829). En 1836, Istomin va ser transferit de la Flota del Bàltic a la Flota del Mar Negre. En 1850, va ser nomenat comandant del cuirassat Paris  (Париж), que participaria en la batalla de Sinope en 1853. Durant el setge de Sebastòpol, Vladimir Istomin va estar a càrrec de la defensa del turó de Malakhov (Малахов курган) i prop dels reductes, en un exemple de valentia i tenacitat. Fou abatut per una bola de canó al reducte de Kamtxatka el 7 de març de 1855.
Vladímir Istomin va ser enterrat a la Cripta dels Almiralls de Sebastòpol.

## Distincions
- 1827: Orde de Sant Jordi (quarta classe)
- 1829: Orde de Santa Anna (tercera classe)
- 1854: Orde de Sant Jordi (tercera classe)